# ميلو صموئيل بيكر
ميلو صموئيل بيكر (بالإنجليزية: Milo Samuel Baker)‏ هو عالم نبات أمريكي، ولد في 19 يوليو 1868 في ستراوبيري بوينت في الولايات المتحدة، وتوفي في 4 يناير 1961.